# Nannobrachium idostigma
Nannobrachium idostigma är en fiskart som först beskrevs av Parr, 1931.  Nannobrachium idostigma ingår i släktet Nannobrachium och familjen prickfiskar. Inga underarter finns listade i Catalogue of Life.